# Sumie Sakai
Pour les articles homonymes, voir Sakai (homonymie).
Sumie Sakai (坂井澄江, Sakai Sumie) (née le 24 novembre 1971 à Suzuka), est une pratiquante d'arts martiaux mixtes et catcheuse (lutteuse professionnelle) japonaise.

## Jeunesse
Sakai fait du judo et participe aux championnats du Japon dans la catégorie des moins de 52 kg,. Elle termine 3e en 1992 et 1993.

## Carrière de catcheuse

### Débuts au Japon (1997-...)
En 1997, une amie de Sakai lui propose d'aller s'entraîner dans une école de catch. Elle participe à son premier combat de catch le 20 avril au cours d'un spectacle de la Yoshimoto Ladies Pro Wrestling.

### Ring of Honor (2002-2005; 2015-...)
Dix ans après son dernier match au sein de la ROH, elle retourne sur les rings de la fédération en battant Veda Scott le 9 août 2014. Elle revient en septembre 2015 en combattant à nouveau Veda Scott, cette dernière remportant le match. 

#### Women of Honor Championship (2018-2019)
Entre le 29 et le 30 juin 2018, elle participe à un tournoi déterminant la première championne de la ROH. Au premier tour, elle bat Hana Kimura, au deuxième elle bat Kagetsu, au troisième elle bat Tenille Dashwood. En finale le 7 avril lors de Supercard of Honor XII, elle bat Kelly Klein et remporte le Women of Honor Championship, devenant la première championne de ce titre. 
Le 25 août lors de ROH Philadelphia Excellence, elle conserve son titre en battant Tasha Steelz. Après le match, elle lance un défi à Tenille Dashwood, les deux femmes s'affronteront lors de ROH Death Before Dishonor pour le ROH Women of Honor Championship de Sakai.   
Le 3 septembre lors de ROH TV, elle conserve son titre en battant Madison Rayne. Le 28 septembre lors de ROH Death Before Dishonor, elle conserve son titre en battant Tenille Dashwood.  

## Palmarès en catch
- All Japan Women's Pro-Wrestling
  - 1 fois AJW Tag Team Championship - avec Yuko Kosugi[8]

- American Wrestling Federation
  - 2 fois AWF Women's Championship[8]

- JDStar
  - 1 fois JDStar Junior Championship[8]
  - 1 fois JDStar Queen of the Ring Championship[8]

- New England Championship Wrestling
  - 1 fois NECW North American Women's Championship

- Pro Wrestling Illustrated
  - Classé 20e des 50 meilleures catcheuses en 2008[9].

- Pro Wrestling Unplugged
  - 1 fois PWU Women's Championship[10]

- Pro Wrestling WORLD-1
  - 1 fois WORLD-1 Women's Championship[10]
  - 1 fois WORLD-1 Tag Team Champion - avec Roxie Cotton[10]

- Trans-World Wrestling Federation
  - 4 fois TWWF Tag Team Championship - avec Cooga (1), Hiroyo Mutoh (1) et Megumi Yabushita (2)[10],[8]
  - TWF World Women’s Tag Team Titles Tournament (1998)[1]

- Valkyrie Women's Professional Wrestling
  - International Joshi Grand Prix (2014)

- Women's Extreme Wrestling
  - 1 fois WEW Tag Team Championship avec Annie Social[10]

- Ring of Honor
  - 1 fois Women of Honor World Championship (première)

## Carrière de combattante d'arts martiaux mixtes
| 7 combats      | 2 victoires | 4 défaites |
| Par KO         | 0           | 2          |
| Par soumission | 2           | 1          |
| Sur décision   | 0           | 1          |
| Sans décision  | 1           | 1          |

| Résultat      | Record  | Adversaire      | Méthode                                          | Événement                                                   | Date            | Round | Temps | Lieu                                  | Notes |
| ------------- | ------- | --------------- | ------------------------------------------------ | ----------------------------------------------------------- | --------------- | ----- | ----- | ------------------------------------- | ----- |
| Défaite       | 2-4 (1) | Jamie Lowe      | TKO (coups de poing)                             | CFFC 19: Cage Fury Fighting Championships Sullivan vs. Lane | 2 février 2013  | 3     | 3:32  | Atlantic City, New Jersey, États-Unis |       |
| Défaite       | 2-3 (1) | Iman Achhal     | TKO (coups de poing)                             | UWC 7: Ultimate Warrior Challenge Redemption                | 3 octobre 2009  | 2     | 2:30  | Fairfax, Virginie, États-Unis         |       |
| Défaite       | 2-2 (1) | Jessica Penne   | Soumission (clé de bras)                         | FFF2: Fatal Femmes Fighting Girls Night Out                 | 14 juillet 2007 | 3     | 0:33  | Compton, Californie, États-Unis       |       |
| Victoire      | 2-1 (1) | Amber McCoy     | Soumission (étranglement arrière)                | BABS: Brawl at Bourbon Street                               | 25 mai 2007     | 1     | 0:18  | Illinois, États-Unis                  |       |
| Défaite       | 1-1 (1) | Jessica Aguilar | Décision unanime                                 | Combat Fighting Championship 3                              | 17 février 2007 | 3     | 5:00  | Orlando, Floride, États-Unis          |       |
| Victoire      | 1-0 (1) | Melissa Vasquez | Soumission (clé de bras)                         | FFC 25: Freestyle Combat Challenge                          | 13 janvier 2007 | 1     | NC    | Kenosha, Wisconsin, États-Unis        |       |
| Sans décision | 0-0 (1) | Amy Davis       | Sans décision (non-respect des règles du combat) | XFS2: Xtreme Fight Series                                   | 14 octobre 2006 | 1     | 3:00  | Boise, Idaho, États-Unis              |       |